# Prémotion physique
Dans la théorie développée par le théologien espagnol Domingo Báñez et d'autres thomistes de la scolastique du XVIe siècle, la prémotion physique (latin : praemotio physica) est une influence causale de Dieu sur une cause secondaire (en particulier sur la volonté d'un agent libre) qui précède (métaphysiquement mais pas temporellement) et provoque le mouvement réel de son pouvoir causal (par exemple une volonté) : elle est la réduction du pouvoir de la puissance à l'acte. En ce sens, il s’agit d’une sorte de concours divin, le concursus praevius soutenu par les thomistes.
Plus généralement, selon cette théorie thomiste, la prémotion physique est l'influence causale d'une cause principale sur la cause instrumentale respective (comme l'influence d'un scribe sur sa plume) par laquelle la cause instrumentale est élevée de manière à être capable de produire un effet qui dépasse ses pouvoirs naturels (par exemple, la plume est capable d'écrire un poème).
Dans le thomisme, la théorie de la prémotion physique aide à expliquer la providence divine (prescience) et sa souveraineté universelle ; d'autre part, elle est considérée par ses critiques (principalement les jésuites défendant la théorie alternative du molinisme) comme conduisant au déterminisme théologique. Parce que les partisans de la prémotion physique sont, en tant que catholiques, attachés au libre arbitre, leur position peut être considérée comme une forme de compatibilisme. La question de savoir s'il s'agit vraiment de déterministes dépend de la rigueur avec laquelle est conçue la nécessité du lien entre un décret divin, la prémotion qui en résulte et l'acte libre ultime. Les partisans de cette théorie s'efforcent généralement d’éviter de recourir à une nécessité absolue, le terme qu'ils choisissent étant celui d'« infaillibilité ».
La théorie de la praemotio physica a été appliquée 1) au niveau naturel, servant à la fois de théorie du concursus ordinarius et comme théorie de la causalité instrumentale ; 2) au niveau surnaturel, servant de théorie de la grâce actuelle.

## Histoire
Bien que Báñez revendique ses racines dans l'Aquinate, la théorie a été formulée pour la première fois explicitement dans Apologia Fratrum Predicatorum de Domingo Báñez (1595), en réaction à Concordia de Luis de Molina ;  et il a été développé davantage par Diego Álvarez dans son De auxiliis.
Une violente controverse éclata entre les Dominicains et les Jésuites, conduisant à une intervention papale. Au début (1594), le pape Clément VIII se contente simplement d'imposer le silence aux deux parties en ce qui concerne l'Espagne ; mais il finit par nommer, en 1598, la Congregatio de Auxiliis pour régler le différend, qui devient de plus en plus tendu. Après avoir organisé de très nombreuses sessions, la congrégation ne put rien décider et, en 1607, ses réunions furent suspendues par Paul V qui, en 1611, interdit toute nouvelle discussion sur la question De auxiliis et sur la grâce efficace, et s'efforça de contrôler la publication même des commentaires sur Thomas d'Aquin [réf. nécessaire]. Plusieurs maîtres régents du Collège dominicain de Saint-Thomas, future université pontificale Saint-Thomas d'Aquin (Angelicum), furent impliqués dans la controverse. Deux partisans dominicains de la prémotion physique, Diego Alvarez et Tomas de Lemos, se sont vu confier la responsabilité de représenter l'Ordre dominicain dans les débats devant les papes Clément VIII et Paul V.
Dans la philosophie analytique contemporaine, les opposants au molinisme (tels que Robert Merrihew Adams ou William Hasker) ne souscrivent généralement pas à la théorie báñezienne-thomiste de la praemotio physica ; au contraire, ils maintiennent la liberté libertaire mais insistent sur le fait qu'elle exclut la possibilité d'une connaissance moyenne moliniste. La théorie reste donc confinée dans les rangs du thomisme traditionnel.

## Des partisans notables
- Domingo Báñez (1528–1604)
- Diego Álvarez (vers 1555-1632)
- Thomas de Lemos (1540–1629)
- Jean de Saint-Thomas (1589–1644)
- Joseph Gredt (1863–1940)

## Lectures complémentaires
- https://www.encyclopedia.com/religion/encyclopedias-almanacs-transcripts-and-maps/premotion-physical